# Karlskron
Karlskron ist eine Gemeinde im oberbayerischen Landkreis Neuburg-Schrobenhausen.

## Geographie

### Lage
Die Gemeinde liegt in der Planungsregion Ingolstadt.

### Gemeindegliederung
Es gibt 15 Gemeindeteile: die Pfarrdörfer Adelshausen, Karlskron und Pobenhausen, die Siedlungen Deubling, Fruchtheim, Josephenburg, Probfeld und Walding, die Dörfer Aschelsried, Brautlach, Grillheim, Karlsruh und Mändlfeld und die Weiler Bofzheim und Wintersoln.
Es gibt die Gemarkungen Adelshausen (mit Adelshausen, Aschelsried und Wintersoln), Karlskron (mit Bofzheim, Brautlach, Deubling, Fruchtheim, Grillheim, Karlskron, Josephenburg, Karlsruh, Mändlfeld, Probfeld und Walding) und Pobenhausen.
Der Ort Lichtenheim wechselte 1932 von der Gemeinde Karlskron zur Gemeinde Lichtenau.

## Geschichte
Karlskron wurde Ende des 18. Jahrhunderts als erste der Kolonistensiedlungen im Donaumoos gegründet. Die ersten Häuser entstanden ab 1791 entlang der neu erbauten Moosstraße von Reichertshofen nach Lichtenau. Angelehnt an den Kurfürsten Karl Theodor erhielt die Kolonie den Namen Karlskron. Der Kurfürst nahm am 26. Mai 1794 den Fortschritt der Mooskolonisation persönlich in Augenschein, woran eine Gedenktafel am heutigen Rathaus erinnert. Dieses älteste Gebäude in Karlskron war zuerst Moosgericht, dann Sitz des Hofmarksherrn Franz Seraph Grill, 120 Jahre Kloster der Armen Schulschwestern und ist seit 1973 Sitz der Gemeindeverwaltung.
1793 hatten die Kolonisten bei der Donaumoos-Kulturkommission für die 40 Familien wegen der weiten Wege in Nachbarorte eine Kirche, einen Pfarrer und einen Lehrer angefordert. Im Jahre 1804 wurde eine Pfarrkuratie eingerichtet, ab 1806 – unterbrochen durch die Napoleonischen Kriege – wurde bis 1815 die Pfarrkirche errichtet.
Die Gemeinden Pobenhausen und Adelshausen wurden am 1. Mai 1978 eingemeindet.

## Einwohnerentwicklung
Zwischen 1988 und 2019 wuchs die Gemeinde von 3567 auf 4983 um 1416 Einwohner bzw. um 39,7 %.

## Politik

### Bürgermeister
Seit 1. Mai 2014 ist Stefan Kumpf (CSU) Erster Bürgermeister. Er hatte am 15. März 2020 vier Mitbewerber und wurde im ersten Wahlgang mit 66,67 % der Stimmen für die Amtszeit von Mai 2020 bis April 2026 wieder gewählt.

### Gemeinderat
Die Kommunalwahl am 16. März 2014 führte zu folgendem Ergebnis für die Verteilung der 16 Sitze des Gemeinderats:
| Partei / Liste                  | Stimmenanteil | Sitze |
| CSU                             | 31,8 %        | 5     |
| SPD                             | 15,2 %        | 3     |
| GRÜNE                           | 12,2 %        | 2     |
| Freie Wähler                    | 26,7 %        | 4     |
| COMPAKT – Liste Karlskron (CLK) | 14,1 %        | 2     |

Die Kommunalwahl am 15. März 2020 hatte folgendes prozentuales Ergebnis mit Sitzverteilung:
| Partei / Liste                  | Stimmenanteil | Sitze |
| CSU                             | 40,9 %        | 6     |
| GRÜNE                           | 12,4 %        | 2     |
| SPD                             | 11,0 %        | 2     |
| Freie Wähler Karlskron          | 25,2 %        | 4     |
| COMPAKT – Liste Karlskron (CLK) | 10,5 %        | 2     |

### Wappen
| Wappen Gemeinde Karlskron | Blasonierung: „Unter silbernem Schildhaupt, darin nebeneinander drei grüne Kleeblätter, in Schwarz ein wachsender, rot bewehrter goldener Löwe, der mit seinen Vorderpranken eine goldene Krone hält.“ |
| Wappen Gemeinde Karlskron | Wappenbegründung: Die drei Kleeblätter im Schildhaupt versinnbildlichen die Landwirtschaft als früher bedeutendsten Wirtschaftszweig. Der in den pfälzischen Farben ausgeführte goldene Löwe im schwarzen Feld wurde in geminderter Form aus dem Wappen der wittelsbachischen Landesherren übernommen. Das Straßendorf Karlskron entstand ab 1790 während der Regierungszeit von Kurfürst Karl Theodor durch systematische Kultivierung des Donaumooses. Ein Großteil der ersten Kolonisten stammte aus der Rheinpfalz. Der Ortsname Karlskron bezieht sich auf Kurfürst Karl Theodor, der die Besiedlung und landwirtschaftliche Nutzung des Donaumooses förderte. An seinen Besuch in Karlskron im Jahr 1794 erinnert eine Gedenktafel am Rathaus. Die Krone in den Pranken des Löwen redet für den zweiten Teil des Gemeindenamens. Dieses Wappen wird seit 1972 geführt. Rechtsgrundlage: Beschluss des Gemeinderats und Zustimmung der Regierung von Schwaben |

## Persönlichkeiten

### Söhne und Töchter der Gemeinde
- Andreas Geitl (* 1956), Küchenchef, Autor und Fernsehkoch

### Mit der Gemeinde verbundene Persönlichkeiten
- Johann Peter Kling (* 1749 in Hergenfeld; † 1808 in Probfeld), Mathematikprofessor, Mitglied der Mannheimer Akademie der Wissenschaften, kurfürstlicher Hofkammerrat in Mannheim, kurfürstlicher Forstkammerdirektor in München, Donaumoospionier.[9]